# 葉特生
葉特生（英語：Dixon Ip Tak Sang，1951年—），前香港電視節目主持人，1987年淡出電視圈、轉往基督教界發展。
他畢業於荔枝角衛民學校（1962年小六）、金文泰中學（1962年起入讀）以及香港大同中學。1981年加入電視廣播有限公司，主持《香港早晨》而廣為人認識。1986年11月一次身體檢查後證實患上胃癌，其後淡出幕前。
曾任職報刊記者、電台、電視台記者及採訪主任，電台監製，電視台早晨節目主持人等，兼任大專院校大眾傳播系講師；後來更把兼職徹底辭去，並轉職到真證傳播有限公司出任總幹事。現時亦是基督教的傳道者。1997年移居美國三藩市，亦有在當地傳道。

## 演出作品

### 節目主持（無綫電視）
- 香港早晨（1981）
- 香港小姐（1982）
- K-100（1982-1984）
- 絲綢之路（1985）

### 節目主持（香港電台）
- 吾土吾情（1989）

### 電視劇
- 奔向太陽（1983）

## 寫作作品
- 早晨葉特生（1984）
- 小子踏八仙（1985）
- 浮過生命海（1988）
- 生命的活水（1988）
- 生命的再思：一段出死入生的真實事蹟（1988）
- 信是有情（1990）
- 我想進天國（1991）
- 人生路（1992）
- 歲月留情（1992）
- 養生道（1992）
- 破繭而出（2007）

## 撰寫專欄
- 大公報（超過四十年）[7]

## 外部連結
- 葉特生的Facebook專頁